# Kapelle-op-den-Bos
Kapelle-op-den-Bos là một đô thị ở tỉnh Vlaams-Brabant. Đô thị này bao gồm các thị xã Kapelle-op-den-Bos, Nieuwenrode và Ramsdonk. Tại thời điểm ngày 1 tháng 1 năm 2006, Kapelle-op-den-Bos có tổng dân số 8.904 người. Tổng diện tích là 15,25 km² với mật độ dân số là 584 người trên mỗi km².

Thị xã tọa lạc ở giao lộ của kênh đào Willebroek với Brussels và tuyến đường raye Mechelen-Ghent. Trong [[đệ nhị thế chiến, thị xã bị oanh kích nặng nề do nằm gần tuyến đường vận chuyển.